# Exochus prosopius
Exochus prosopius är en stekelart som beskrevs av Johann Ludwig Christian Gravenhorst 1829. Exochus prosopius ingår i släktet Exochus och familjen brokparasitsteklar. Arten är reproducerande i Sverige. Utöver nominatformen finns också underarten E. p. rufescens.

## Bildgalleri

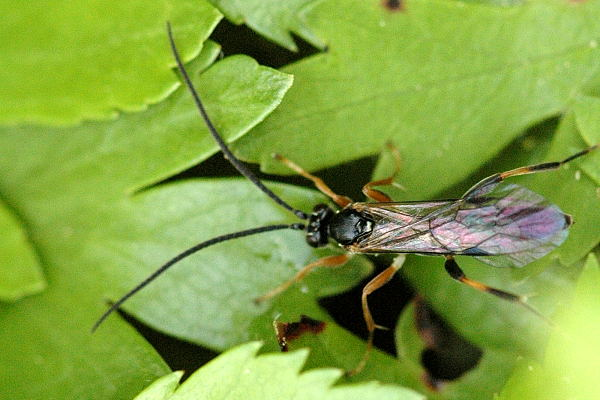
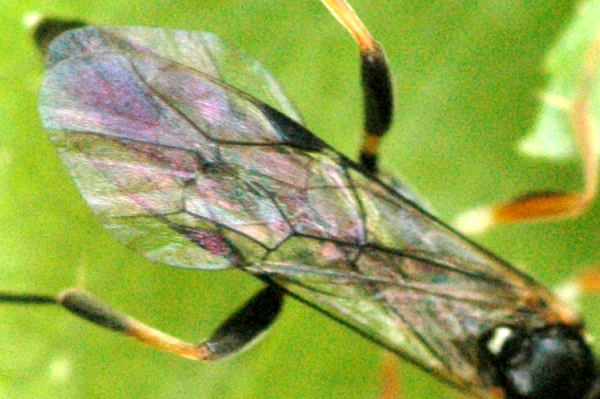